# Canthidium atomarium
Canthidium atomarium е вид бръмбар от семейство Листороги бръмбари (Scarabaeidae).

## Разпространение
Този вид е разпространен във Френска Гвиана.